# رشته‌کوه سپنچو
رشته‌کوه سپنچو (به پرتغالی: Serra do Espinhaço) یک کوهستان در برزیل است که در میناز ژرایس واقع شده‌است. رشته‌کوه سپنچو ۲٬۰۷۲ متر بالاتر از سطح دریا واقع شده‌است.